# Vorona (Vovtcha)
La Vorona est une petite rivière de l'est de l'Ukraine, dans l'oblast de Donetsk, et affluente de la rivière Vovtcha, dans le système hydrologique de la rive gauche du fleuve Dniepr.

## Géographie
La rivière Vorona (en ukrainien : Ворона ; en russe : Вороная, Voronaïa) prend sa source dans l'oblast de Donetsk, près de la rivière Mokri Yaly, autre affluent de la rivière Vovtcha. S'écoulant vers le nord-ouest, elle conflue avec la rivière Vovtcha près de la localité d'Orestopil, dans l'est de l'oblast de Dnipropetrovsk.